# Panicum strictissimum
Panicum strictissimum är en gräsart som beskrevs av Adam Afzelius och Olof Swartz. Panicum strictissimum ingår i släktet vipphirser, och familjen gräs. Inga underarter finns listade i Catalogue of Life.